# Ophélie Gahery
Ophélie Gahery est une footballeuse française, née le 15 mars 1995 à Mayenne dans le département du même nom. Elle évolue au poste de défenseure ou milieu de terrain récupératrice.

## Statistiques et palmarès

### Statistiques
Le tableau suivant présente, pour chaque saison, le nombre de matchs joués et de buts marqués dans le championnat national, en Coupe de France (Challenge de France) et éventuellement en compétitions internationales. Le cas échéant, les sélections nationales sont indiquées dans la dernière colonne.
| Saison    | Club           | Championnat | Championnat | Championnat | Coupe nationale | Coupe nationale | Coupe nationale | Sélections nationales | Sélections nationales | Sélections nationales |
| Saison    | Club           | Type        | Matchs      | Buts        | Type            | Matchs          | Buts            | Type                  | Matchs                | Buts                  |
| 2010-2011 | Le Mans FC U19 | CNF19       | 9           | 1           | -               | -               | -               | -                     | -                     | -                     |
| 2011-2012 | Le Mans FC     | CNF19 + D2  | 8 + 16      | 1 + 1       | CdF             | 1               | 0               | U17                   | 1                     | 0                     |
| 2012-2013 | Le Mans FC     | CNF19 + D2  | 9 + 8       | 1 + 0       | CdF             | -               | -               | U17                   | 2                     | 0                     |
| 2013-2014 | Le Mans FC     | CNF19 + D2  | 6 + 18      | 1 + 0       | CdF             | -               | -               | -                     | -                     | -                     |
| 2014-2015 | Le Mans FC     | D2          | 9           | 2           | CdF             |                 |                 |                       |                       |                       |

### Palmarès

#### En club
- Demi-finaliste du Challenge National U19 : 2013 (Le Mans FC)

#### En sélection
- France U17
  - Championne du Monde des moins de 17 ans : 2012 en Azerbaïdjan
  - Vice-championne d'Europe des moins de 17 ans : 2012 en Suisse